# Bracon popovi
Bracon popovi är en stekelart som beskrevs av Telenga 1936. Bracon popovi ingår i släktet Bracon och familjen bracksteklar. Inga underarter finns listade.